# Sándor Ponyori
Sándor Ponyori es un deportista húngaro que compitió en atletismo adaptado. Ganó una medalla de bronce en los Juegos Paralímpicos de Sídney 2000 en la prueba de salto de longitud (clase F20).

## Palmarés internacional
| Juegos Paralímpicos | Juegos Paralímpicos | Juegos Paralímpicos | Juegos Paralímpicos   |
| Año                 | Lugar               | Medalla             | Prueba                |
| ------------------- | ------------------- | ------------------- | --------------------- |
| 2000                | Sídney (Australia)  | Medalla de bronce   | Salto de longitud F20 |